# Ravshana Kurkova
Ravshana Bahramovna Kurkova (in russo Равшана Бахрамовна Куркова?, Ravšana Bachramovna Kurkova; Tashkent, 22 agosto 1980) è una modella e attrice uzbeka naturalizzata russa.

## Biografia
Ravshana Matchanova nacque a Tashkent in una famiglia di attori uzbeki. Recitò nel film drammatico di Rašid Malikov Qirq Quloq Siri, girato nello studio cinematografico "Uzbekfilm" nel 1992.
In terza media, i suoi genitori la trasferirono in un altro liceo di Tashkent, succursale dell'Università di Londra, dove tutte le materie venivano insegnate in inglese. Alla fine degli anni 90, Ravshana si trasferì a Mosca, dove entrò nella facoltà filologica dell'Università pedagogica statale di Mosca.
Dopo aver conseguito il diploma di istruzione superiore, ha lavorato in televisione come montatrice di talk show e assistente regista.
Ravshana Kurkova ha lavorato anche in ambito teatrale, nella commedia teatrale in plastica Rooms di Oleg Gluškov, andata in scena per la prima volta nel 2010. Ha interpretato i ruoli da protagonista nelle produzioni teatrali di Ivan Vyrypaev Nevynosimo dolgie ob"jatija e Illjuzii nel teatro di Mosca "Prakitka".
Dal 2014 al 2016, Ravshana ha lavorato come modella per i marchi Intimissimi e Calzedonia. In qualità di modella ufficiale di Calzedonia, rappresentava ogni anno la Russia al Calzedonia Summer Show di Verona.
Ha recitato nella serie di 12 episodi A u nas vo dvore..., diretta da Ol'ga Muzaleva e andata in onda sul Pervyj kanal.
Nel 2016, interpretato il ruolo femminile principale nel thriller di Maksim Didenko Cërnyj russkij basato sul romanzo Dubrovskij di Aleksandr Puškin.

## Filmografia parziale
- Nureyev - The White Crow (The White Crow), regia di Ralph Fiennes (2018)
- Abigail, regia di Aleksandr Boguslavskij (2019)
- Chernobyl 1986, regia di Danila Kozlovskij (2021)

## Doppiatrici italiane
Nelle versioni in italiano delle opere in cui ha recitato, Ravshana Kurkova è stata doppiata da:
- Monica Bertolotti in Nureyev - The White Crow
- Valentina Pollani in Abigail